# سیارک ۵۷۷۸
سیارک ۵۷۷۸ (به انگلیسی: 5778 Jurafrance، نامگذاری:1989YF5) پنج هزار و هفتصد و هفتاد و هشتمین سیارک کشف شده‌است که در ۲۸ دسامبر ۱۹۸۹ کشف شد.
قدر مطلق سیارک برابر ۴۶.۷ است.